# William Steinkraus
William Clark (Bill) Steinkraus (Cleveland (Ohio), 12 oktober 1925 – Darien (Connecticut), 29 november 2017) was een Amerikaans ruiter, die gespecialiseerd was in springen.

## Loopbaan
Steinkraus nam vijfmaal deel aan de Olympische Zomerspelen. Bij zijn olympische debuut in Helsinki won Steinkraus met de Amerikaanse ploeg de bronzen medaille; hij won ook nog tweemaal zilver in de landenwedstrijd in Rome en München. Steinkraus' grootste succes was het winnen van olympisch goud in de individuele wedstrijd in Mexico-Stad.

## Resultaten
- Olympische Zomerspelen 1952 in Helsinki 11e individueel springen met Hollandia
- Olympische Zomerspelen 1952 in Helsinki  landenwedstrijd springen met Hollandia
- Olympische Zomerspelen 1956 in Stockholm 15e individueel springen met Night Owl
- Olympische Zomerspelen 1956 in Stockholm 5e landenwedstrijd springen met Night Owl
- Olympische Zomerspelen 1960 in Rome 15e individueel springen met Riviera Wonder
- Olympische Zomerspelen 1960 in Rome  landenwedstrijd springen met Riviera Wonder
- Olympische Zomerspelen 1968 in Mexico-Stad  individueel springen met Snowbound
- Olympische Zomerspelen 1972 in München 22e individueel springen met Snowbound
- Olympische Zomerspelen 1972 in München  landenwedstrijd springen met Snowbound

1900: Aimé Haegeman ·
1912: Jean Cariou ·
1920: Tommaso Lequio di Assaba ·
1924: Alphonse Gemuseus ·
1928: František Ventura ·
1932: Takeichi Nishi ·
1936: Kurt Hasse ·
1948: Humberto Mariles ·
1952: Pierre Jonquères d'Oriola ·
1956: Hans Günter Winkler ·
1960: Raimondo D'Inzeo ·
1964: Pierre Jonquères d'Oriola ·
1968: William Steinkraus ·
1972: Graziano Mancinelli ·
1976: Alwin Schockemöhle ·
1980: Jan Kowalczyk ·
1984: Joe Fargis ·
1988: Pierre Durand ·
1992: Ludger Beerbaum ·
1996: Ulrich Kirchhoff ·
2000: Jeroen Dubbeldam ·
2004: Rodrigo Pessoa ·
2008: Eric Lamaze ·
2012: Steve Guerdat ·
2016: Nick Skelton ·
2020: Ben Maher ·
2024: Christian Kukuk
- Gemeinsame Normdatei: 1148110704
- International Standard Name Identifier: 0000 0001 1072 6321
- Library of Congress Control Number: n50020745
- Virtual International Authority File: 79301357
- WorldCat: E39PBJxrQKC9TpmVqTdBPPJqwC